# 20341 Аланстак
20341 Аланстак (1998 HX91, 1971 BW3, 1999 RE152, 20341 Alanstack) — астероїд головного поясу, відкритий 21 квітня 1998 року.
Тіссеранів параметр щодо Юпітера — 3,506.